# محمود أباد (أصفهان)
محمود أباد هي قرية في مقاطعة أصفهان، إيران. عدد سكان هذه القرية هو 4,811 في سنة 2006.